# قماشة قربان

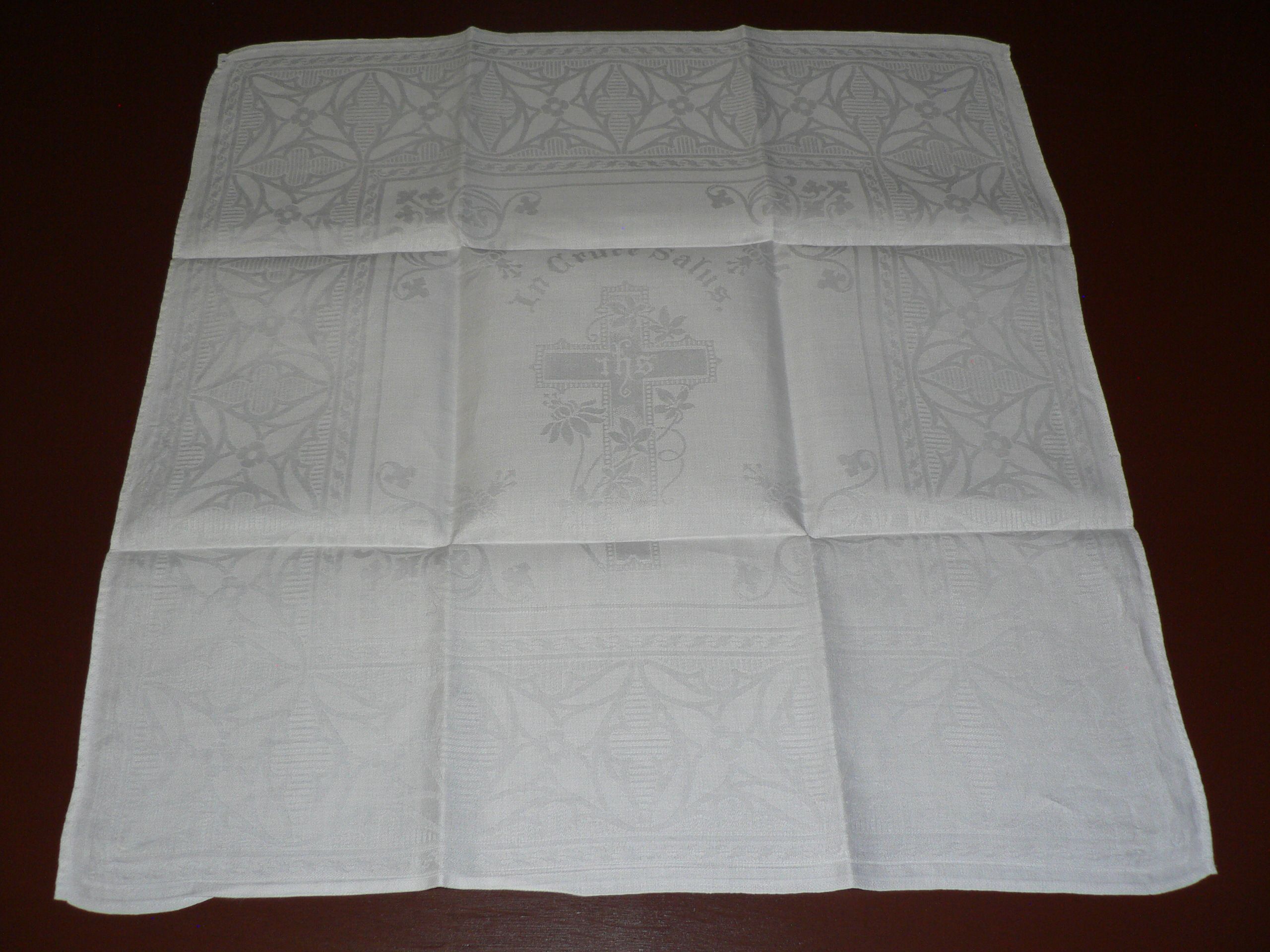
قماشة قربان منبسطة

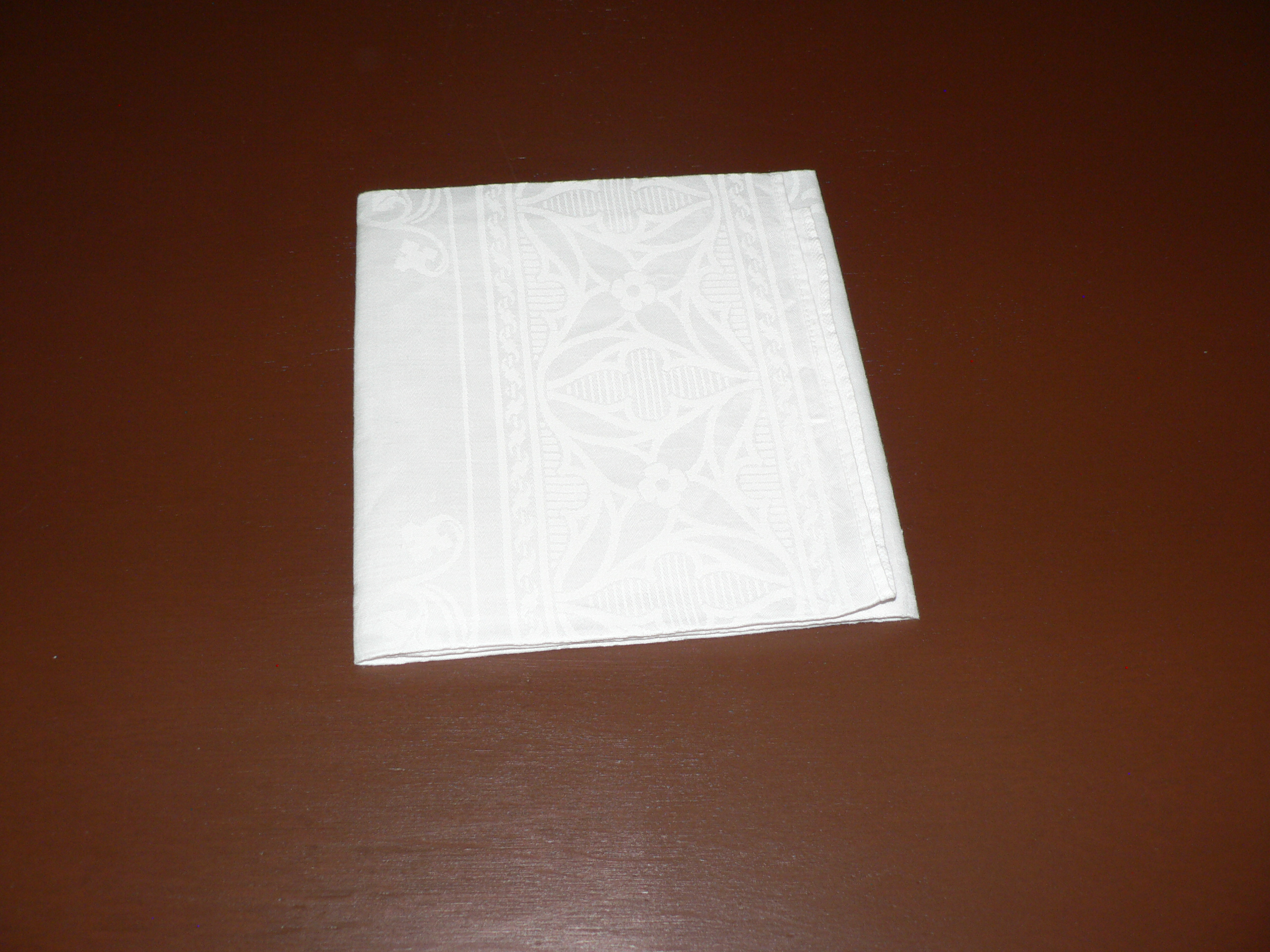
قماشة قربان مطوية

قُماشة القُربان قطعة قماش بيضاء مربعة من الكتان يغلب أن تكون أصغر من عرض المذبح حيث يوجد كأس وطبق ووعاء خبر القربان أثناء الاحتفال بالإفخارِستِية الكثلية (القداس). 